# كين ولمان
كين ولمان (بالإنجليزية: Ken Wellman)‏ هو لاعب هوكي الجليد أسترالي، ولد في 2 يونيو 1930 في أستراليا، وتوفي في 21 مارس 2013.

## وصلات خارجية
- كين ولمان على موقع EliteProspects.com (الإنجليزية)
- كين ولمان على موقع أوليمبيديا (الإنجليزية)